# Velebiter Aufstand
Der Velebiter Aufstand, auch Likaner Aufstand (kroatisch Velebitski ustanak bzw. Lički ustanak) genannt, war ein Terrorakt der kroatischen Ustascha-Bewegung.
Hauptakt war ein bewaffneter nächtlicher Angriff auf die königlich-jugoslawische Gendarmeriestation im Ort Brušane bei Gospić in der Lika vom 6. auf den 7. September 1932. Das Ziel der Aktion war die Bereitschaft und den Widerstand der jugoslawischen Behörden zu erkunden und wenn möglich einen allgemeinen Aufstand in Kroatien zu entfachen, das zu diesem Zeitpunkt Teil des Königreichs Jugoslawien war. Die militärische Vorbereitung der Aktion lag in den Händen des ehemaligen österreich-ungarischen Oberstleutnants Stjepan Duić. Die Durchführung lag in der Hauptsache in den Händen von Andrija Artuković.

## Vorbedingungen
Als Mitglied der illegal in Jugoslawien tätigen Inlands-Ustascha gründete Andrija Artuković, der eine Anwaltskanzlei in Gospić führte, dort einen Zweig der Ustascha-Bewegung, der unter seiner Leitung zur stärksten im Königreich Jugoslawien wurde.
Dies veranlasste den Ustascha-Führer Ante Pavelić, eine größere Aktion der Inlands-Ustascha in Gospić und Umgebung zu planen. Im österreichischen Spital am Semmering trafen sich u. a. die Ustascha-Führer Ante Pavelić, Vjekoslav Servatzky und Gustav Perčec und beschlossen, nach Forderungen italienischer Persönlichkeiten, probeweise einen bewaffneten Aufstand zu inszenieren. Der Zeitpunkt wurde so gewählt, dass das Königreich Jugoslawien, nach der Nichterneuerung des ersten Adriapaktes mit Italien, bei einem innenpolitischen Konflikt auch dem außenpolitischen Paktsystem und damit der Einkreisung Italiens gegenübergestanden hätte.
Die Leitung der Aktion wurde Andrija Artuković und Marko Došen übertragen.

## Vorbereitung
Zu Beginn des Jahres 1932 trafen über die damals zu Italien gehörenden Städte Zadar und Rijeka die ersten Waffenlieferungen ein. Im Juli 1932 wurden fünf uniformierte und bewaffnete Ustaschen über Italien eingeschleust, die dort in eigens dafür eingerichteten Lagern militärisch ausgebildet worden waren.
Am 28. August 1932 wurde der größte Teil an Gewehren und Munition durch ein italienisches Schiff in den Hafen von Zadar gebracht. Von dort aus wurden die Waffen ins Velebit-Gebirge gebracht und an Ustascha-Mitglieder verteilt, die diese wiederum an zuverlässige Personen verteilen sollten.
Mit dem Schiff kamen weitere fünf Ustaschen, so dass ein Stoßtrupp von zehn Mann an den Ausläufern des Velebit-Gebirges zusammengekommen war. Auch Pavelić kam heimlich über Rijeka ins Land.
Die militärische Ausbildung der Mitglieder der Inlands-Ustascha war zuvor von dem, dafür eigens nach Kroatien gekommenen, ehemaligen k.u.k. Oberstleutnant Stjepan Duić durchgeführt worden.

## Ausführung
Die Aktion begann in der Nacht vom 6. auf den 7. Juni 1932 mit der Sprengung des Denkmals des jugoslawischen Königs Peter I. in Otočac, welches auf dem Sockel des Denkmals des k. k. Likaner Grenz-Infanterieregiments Nr. 1 errichtet worden war. Drei Monate später folgte dieser Tat, in der Nacht vom 6. auf den 7. September 1932 der Hauptakt, ein Feuerüberfall auf die Gendarmeriestation im Ort Brušane. Hierzu kamen Pavelić und Perčec vorher persönlich in die Lika. Die zehn militärisch ausgebildeten Ustaschen vereinigten sich mit örtlichen Mitstreitern und attackierten die Gendarmeriestation. Bei dem halbstündigen Feuergefecht wurde kein Gendarm getötet und neun der zehn Ustaschen kehrten daraufhin in ihre sicheren Ausgangshäfen zurück. Andrija Artuković flüchtete über die damals italienischen Städte Zadar und Rijeka nach Italien. Auch Pavelić und Perčec konnten nach Italien entkommen.
Königlich-jugoslawisches Militär und Gendarmerie kesselte das Gebiet mit 3.000 Soldaten und 2.000 Gendarmen ein und einige hundert Personen wurden verhaftet. Über der örtlichen unbeteiligten kroatischen Bevölkerung brach eine Welle der Unterdrückung durch die königlich-jugoslawischen Behörden herein, die sich in zahllosen Verhaftungen und Misshandlungen äußerte und auf der Suche nach Waffen wurden Bauernhöfe niedergebrannt.

## Reaktionen
Die Aktion sorgte für großes nationales und internationales Aufsehen und wurde daher von der Ustascha für ihre Propaganda genutzt. Die Zeitung Ustaša schrieb in der Dezemberausgabe des Jahres 1932:

„Bei dem Angriff auf die Gendarmeriestation Brušani [sic] bewiesen die Ustaschen ausserordentliche Kühnheit, Kampfbereitschaft und Kaltblütigkeit. Diese Heldentat, die in Verbindung mit der übrigen Haltung der Ustaschen während der Aktion in der Lika und insbesondere mit dem beherzten Verhalten im offenen Kampf zu sehen ist, verdient es auch eigens gewürdigt zu werden. Deshalb erfüllte das Ustascha-Hauptquartier auf Anordnung des Oberkommandierenden den Befehl über Auszeichnungen, auf den Ustascha-Ortskommandanten und Ustaschen die silberne Tapferkeitskette [sic] zuerkannt wurde.“

Selbst die Kommunistische Partei Jugoslawiens verurteilte den Aufstandsversuch nicht, da sie selbst ein autonomes „Sowjet-Kroatien“ auf Grundlage des „Rechts der unterdrückten Völker auf Selbstbestimmung bis hin zur Abspaltung“ forderte.
Bei den nachfolgenden Gerichtsprozessen in Jugoslawien wurde aufgedeckt, dass auch jugoslawische Militärangehörige in den „Aufstand“ verwickelt waren. Die Gerichte verhängten schwere Kerker- und auch Todesstrafen und die Repressalien der jugoslawischen Behörden verursachten eine neue Welle kroatischer Nationalisten, die ins Ausland flüchteten und die Ustascha stärkten.

## Sonstiges
Den Beteiligten wurde vom Ustascha-Hauptquartier die Velebiter Tapferkeitsmedaille verliehen.
Am 7. September 1998 errichtete die örtlichen HDZ an der Landstraße in Brušane, eine großformatige Gedenktafel aus Marmor, die den an den Velebiter Aufstand erinnert. Umrahmt von Kroatischem Flechtwerk trägt sie in Majuskeln die Inschrift:

„An dieser Stelle begann am 7. September 1932, mit der Sprengung der Gendarmerie-Kaserne, der Velebiter Aufstand, der erste organisierte Widerstand des kroatischen Volkes, gegen den militärpolizeilichen Terror des Königreichs Jugoslawien. 7. September 1998. Städtische Verteidigung HDZ Gospić. Territorialverteidigung HDZ Brušane-Rizvanuše.“